# Venustiano Carranza y Reforma
Venustiano Carranza y Reforma är en ort i Mexiko.   Den ligger i kommunen Ahome och delstaten Sinaloa, i den västra delen av landet, 1 300 km nordväst om huvudstaden Mexico City. Venustiano Carranza y Reforma ligger 16 meter över havet och antalet invånare är 310.
Terrängen runt Venustiano Carranza y Reforma är platt. Runt Venustiano Carranza y Reforma är det ganska tätbefolkat, med 83 invånare per kvadratkilometer. Närmaste större samhälle är Poblado Número Cinco, 9,0 km söder om Venustiano Carranza y Reforma. Trakten runt Venustiano Carranza y Reforma består till största delen av jordbruksmark.